# 名色
名色（みょうしき）とは、パーリ語およびサンスクリット語のNāmarūpa（ナーマルーパ）に由来し、名前（nāma,ナーマ, 名）＋姿（rūpa,ルーパ,色）による熟語である。

## 仏教において
仏教においては人（衆生）の構成要素を示すために用いられており、ナーマは人の心理的要素を、ルーパは身体的要素を指す。仏教においては、ナーマとルーパは互いに依存関係にあり、切り離すことができないとする。そのためナーマルーパは個人を指すものである。また名色は五蘊の一つとして挙げられ、「心理物質的な生物」「心と体」「精神的なものと物質的なもの」とされる。

### 心理生物的な構成物
パーリ仏典では、釈迦は名色を以下と述べている。

Katamañca bhikkhave nāmarūpaṃ? Vedanā saññā cetanā phasso manasikāro, idaṃ vuccati nāmaṃ. 

Cattāro ca mahābhūtā, catunnaṃ ca mahābhūtānaṃ upādāyarūpaṃ, idaṃ vuccati rūpaṃ. Iti idañ ca nāmaṃ, idañ ca rūpaṃ, idaṃ vuccati bhikkhave, nāmarūpaṃ
比丘たちよ、名色とは何か？　感情（vedanā）、認識（saññā）、意思（cetanā）、接触（phassa）、作意（manasikāra）、これらを名（nāma）と呼ぶ。

四大要素と、四大要素に依存するもの、これらを色（rūpaṃ）と呼ぶ。

このナーマとルーパを名色と呼ぶ。
—パーリ仏典, 相応部 因縁相応 12.2 分別経, Sri Lanka Tripitaka Project
パーリ仏典の場所によっては、名色は五蘊を指すものとして使われている。

### 繰り返す苦の一つとして
名色は十二因縁の4番目を構成し、識（ヴィニャーナ）に続くものであり、後の六処の原因となる。
スッタニパータでは、釈迦はどのように名色を停止するかについて、学徒アジタに説いている。

「では名色（Nāmarūpa）は、いかなる場合に停止するのですか？　おたずねしますが、このことをわたしに説いてください。」

「アジタよ。そなたが質問したことを、わたしはそなたに語ろう、名色が停止する所を。

　識（viññāṇa）が滅することによって、ここに（名色が）停止する。」
—スッタニパータ,1037